# Boston Stock Exchange
La Boston Stock Exchange (la bourse de Boston) est la troisième plus ancienne bourse des valeurs des États-Unis. Elle est spécialisée dans les produits dérivés.
La Bourse de Montréal est l'actionnaire majoritaire de la bourse de Boston. Elle est également l'opérateur technique de sa plate-forme d'échange électronique pour le marché des options.

## Histoire

### Les débuts
La Boston Stock Exchange ne fonctionne de manière officielle qu'à partir de 1834, mais un marché boursier officieux est en place dès 1798, comme le raconte le livre d'un contemporain. Les actionnaires de la Bourse sont tenus responsables du passif sur leurs biens, la loi s'adoucissant sur ce point après 1850

### Premières sociétés importantes
- En 1804, la Boston Bank vend pour 3 millions de dollars d'actions au prix unitaire de 111 dollars à 1157 actionnaires.
- En 1817 émerge une "Boston Manufacturing Company", qui émet des actions d'une valeur de mille dollars à un groupe très restreint d'investisseurs dans ses usines de coton, les Associés de Boston.

### L'ouverture en 1835
La Bourse compte, à son ouverture en 1835, seize sociétés industrielles cotées, qui ont une moyenne d'âge de 8 ans. Auparavant, aucune cotation n'est disponible pour aucune d'elles.
Le nombre de sociétés industrielles augmente rapidement: 46 en 1854 et 51 en 1865. Mais leurs actions sont moins échangées que celles des sociétés de chemin de fer, foncières ou des banques.
Treize des seize sociétés admises en 1835 à la Boston Stock Exchange ont une valeur nominale d'action de mille dollars, signe d'un actionnariat restreint. Les nominaux d'autres sociétés sont ensuite dix à vingt fois plus modestes. Un bâtiment pour la Bourse est construit en 1847.

### L'expansion du textile
Boston est la seule bourse américaine à avoir coté très tôt des sociétés manufacturières, mais ces dernières ne représentaient qu'une toute petite partie du très grand nombre d'entreprises textiles apparues dans la première moitié du XXe siècle dans cette région des États-Unis. Entre 1830 et 1845, l'État du Massachusetts a enregistré 149 sociétés du secteur textile, dont 20 qui ont un capital supérieur à un demi-million de dollars. En 1845, plus de la moitié des 568 sociétés textiles de l'État ne sont pas enregistrées. Même si la capitale des entreprises manufacturières est Boston, seulement 5 % d'entre elles sont des sociétés par action.
Les dividendes versés par les sociétés du groupe des Associés de Boston cotées à la Boston Stock Exchange passent d'une moyenne de 11,4 % avant 1836, à une moyenne de 6 % sur la période 1837-1849. La multiplication des sociétés dans le secteur textile a pour effet une concurrence accrue qui entraîne une érosion de leurs marges bénéficiaires.

### L'arrivée des banques
Le nombre de banques triple presque, passant de 19 à la fin 1835 à 48 en 1869, période pendant laquelle les dividendes sont en moyenne de 6 % à 8 % de la valeur boursière.

### La très faible activité
La Bourse est très peu active. Certains jours, il n'y aucun échange sur aucune société. Quand il y en a, un fixing est institué pour parer à la faible liquidité. Au cours de l'année 1854, sur les 41 sociétés industrielles cotées à Boston, 18 n'ont connu aucun échange pendant toute l'année et 3 d'entre elles n'ont eu qu'une seule action échangée. La plus active est la "Lawrence Machine Shop": 1643 actions sur 20.000 ont été échangées, la valeur nominale étant modeste, à 50 dollars.

### La croissance lente et l'absence de plus-values
Sur la période 1835-1869, la capitalisation boursière des secteurs des banques et de l'industrie à la Boston Stock Exchange croit en moyenne de respectivement 3,3 % et 3,5 % par an, un taux supérieur à la croissance de la population dans la région couverte.
L'absence de plus-values réelles sur le long terme, sur la période 1835-1869, avant l'âge d'or des compagnies minières, fait que la rémunération des actionnaires se limite aux dividendes, sans réelle tendance de long terme. Les cours baissent avant la Guerre de Sécession et se redressent durant celle-ci. Le niveau élevé des dividendes assure au contraire une rentabilité élevé.

### L'ère des compagnies minières
La Boston Stock Exchange compte dès 1864 pas moins de 24 petites sociétés minières du Pays de Cuivre (Michigan) et elles sont déjà trente en 1865. Elles n'étaient que trois avant 1862. La plupart ont une très faible capitalisation boursière, mais bon nombre d'entre elles versent déjà des dividendes substantiels.
Parmi elles, la Calumet et Hecla, qui verse ses premiers dividendes vers 1869 puis fusionne en 1871, l'année où les compagnies minières cotées à Boston extraient la moitié du métal rouge américain et représentent une capitalisation boursière de 5 millions de dollars. La société née de la fusion multiplie par six sa production et voit son action dépasser mille dollars, peu avant la panique de 1907. La Bourse accueille aussi assez tôt des sociétés canadiennes de l'Ontario, mais l'immense majorité des sociétés sont de la région de Boston.
Jusqu'aux années 1890, la Boston Stock Exchange est plus importante que le New York Stock Exchange pour les sociétés industrielles, même si cette dernière est globalement plus importante. En 1898, deux ans après la création de l'indice Dow Jones, il n'y a que 20 sociétés industrielles cotées sur le New York Stock Exchange, alors qu'il n'y en avait déjà 48 en 1869 sur la Boston Stock Exchange. Dès 1854, il y en avait 41 mais seulement 23 qui ont fait l'objet d'un échange d'action sur l'année.